# Sân bay Makurdi
Sân bay Makurdi (IATA: MDI, ICAO: DNMK) là một sân bay ở Makurdi, Nigeria.